# Marstrands synagoga
Marstrands synagoga i Fredriksborg, invigd 1782, var en av Sveriges första synagogor. Den var belägen i Marstrand, som vid tidpunkten var en frihamn där judar, till skillnad från i resten av Sverige, tilläts att utöva sin religion.

## Historik
Den 15 augusti 1775 fick Marstrand frihamnsprivilegier av Gustav III, så kallad Porto Franco efter italiensk förebild. Det innebar ett visst självstyre gentemot det övriga landet, med bland annat religionsfrihet.
Redan år 1780 rapporterades i svensk dagspress att 20–30 judiska familjer var på väg till Marstrand från Hamburg, och att man förberedde byggandet av en synagoga åt den judiska kolonin. Handlaren Moses Salomon hade redan inköpt en fastighet på Långgatan för detta ändamål. 1782 hade dock inflyttningen nått ett sådant omfång att en ny gudstjänstlokal behövdes. Samma år begärde judarna i Marstrand av fortifikationsbefälhavaren på Karlstens fästning att mot 25 riksdaler species i årlig hyra få använda sig av soldaternas corps de garde, vid det nyanlagda utanverket Fredriksborg, som synagoga. Denna anhållan remitterades till fortifikationens chef i Stockholm, general Axel Magnus von Arbin, som med tillstyrkan översände ärendet till Gustav III. Kungen beviljade judarnas anhållan, men satte hyran till 50 rdr sp.
Synagogan stod under ledning av en överrabbin bosatt i Stockholm som vid samma tid förordnades för de fyra judiska församlingarna i Sverige. Synagogan i Marstrand hade nämligen inte någon egen särskild rabbin, och gudstjänsterna förrättades istället av en kantor (så kallad förbedjare) i enlighet med det judiska bruket. Den förste kantorn i Marstrand var Israel Abraham, som tillträdde befattningen år 1783. Han efterträddes år 1791 av Gabriel Schlesinger, som år 1782 hade flyttat till Marstrand från London. Schlesinger var född i Neisse i Schlesien – därav hans namn – och dog 1821 i Göteborg såsom kantor vid stadens judiska församling. Schlesinger var en av judarnas föregångsmän i Sverige och lade ned mycket arbete inom deras församling – bland annat översatte han den judiska ritualen till svenska.
Under senare delen av Porto Franco-tiden använde sig judarna i Marstrand av en annan lokal för sina gudstjänster och inredde en synagoga i ett hus vid Långgatan som år 1794, då frihamnsrättigheterna drogs in och judarna lämnade orten, såldes till en apotekare.

### Fotnoter
1. ↑  I judiska spår på Marstrand, Göteborgs-Posten, 7 juli 2022, läs online .[källa från Wikidata]
2. ↑  ”Hit seglade judarna!”. Bohusläns museum. https://www.bohuslansmuseum.se/kunskapsbanken/hit-seglade-judarna/. Läst 17 augusti 2022.
3. ↑  ”Porto Franco”. Marstrands hembygdsförening. Arkiverad från originalet den 5 mars 2014. https://web.archive.org/web/20140305233123/http://mhf.zoomin.se/index/95260.html. Läst 28 maj 2012.
4. ↑  Olán, Eskil (20 maj 1924). ”31 (Judarna på svensk mark. Historien om israeliternas invandring till Sverige)”. runeberg.org. https://runeberg.org/eojpsm/0031.html. Läst 28 februari 2021.
5. 1 2  Olán, Eskil (20 maj 1924). ”32 (Judarna på svensk mark. Historien om israeliternas invandring till Sverige)”. runeberg.org. https://runeberg.org/eojpsm/0032.html. Läst 28 februari 2021.